# Onthophagus devexicornis
Onthophagus devexicornis là một loài bọ cánh cứng trong họ Bọ hung (Scarabaeidae).